# Kretków (województwo wielkopolskie)
Kretków – wieś w Polsce położona w województwie wielkopolskim, w powiecie jarocińskim, w gminie Żerków.
Miejscowość wchodzi w skład sołectwa Żerniki. W Kretkowie znajduje się 200-letni kościół pw. Wszystkich Świętych który 13 maja 2011 r. uległ spaleniu. W kwietniu 2012 r. odbudowano kościół parafialny, a 14 dnia tego miesiąca został poświęcony przez biskupa Stanisława Napierała.
W latach 1975–1998 miejscowość należała administracyjnie do województwa kaliskiego.